# Moto Guzzi Sport-serie
Moto Guzzi Sport was de naam van een serie motorfietsmodellen van het merk Moto Guzzi uit de jaren twintig en -dertig..

## Voorgeschiedenis
Carlo Guzzi had al ruim vóór de oprichting van zijn eigen motorfietsmerk besloten dat hij motorfietsen wilde bouwen die zo veel mogelijk goede eigenschappen van verschillende merken in zich zouden verenigen. Op die manier zouden zowel de betrouwbaarheid, de snelheid en het comfort verbeterd worden. Toen zijn eerste model, de Moto Guzzi Normale, op de markt kwam, had hij al een aantal concessies moeten doen, omdat de motorfiets anders te duur werd. Bij de racemotoren was dat wat anders, daar werden wél duurdere en vooruitstrevende technieken toegepast. Moto Guzzi had inmiddels al geprofiteerd van de ontwikkelingen met de C2V-racemotor, waaruit in 1923 het model "Sport" ontstond.

## Sport
Het frame van de C2V racer werd gebruikt om een nieuw model te ontwerpen als opvolger van de Moto Guzzi Normale. Dit werd de Sport, die ondanks de naam toch een sportieve toermotorfiets was. Door het sterkere, uit één stuk gelaste, frame van de C2V kon nu ook een zijspan worden gemonteerd, iets wat al bij de Normale was geprobeerd, maar zonder succes. De Sport kreeg een kortere wielbasis dan de Normale, maar ook veel elektrische componenten, zoals verlichting en een claxon. De machine was geschikt voor de montage van een zijspan. In dat geval werd ook een trommelrem in het voorwiel aangebracht. In 1928 ging de Sport uit productie, nadat er 4.107 geproduceerd waren. Daarmee was de "Sport" vanaf 1924 de belangrijkste motorfiets voor Moto Guzzi, want het luxe toermodel "GT" flopte doordat de klanten geen vertrouwen hadden in de achtervering van die machine. De Moto Guzzi Sport kostte aanvankelijk 8.750 lire, waarbij voor de elektrische verlichting én de bijbehorende dynamo 1.000 lire extra moest worden betaald. In 1928 was de prijs 6.900 lire.

### Motor
Net als de Normale had de Sport een blokmotor, waarbij motor en versnellingsbak een gezamenlijk carter en smeersysteem hadden. De kopklepmotor, ooit gepland en ook in het GP prototype toegepast, werd nog niet gebruikt. In plaats daarvan koos Carlo Guzzi voor een kop/zijklepmotor, maar ook hier week hij af van de gebaande paden. Normaal werd bij een dergelijke motor de kopklep als inlaatklep gebruikt en de zijklep als uitlaatklep. Maar de uitlaatklep had de meeste behoefte aan rijwindkoeling, en daarom paste hij bij zijn liggende motor deze klep als kopklep toe. Ze werd bediend door een stoterstang en een tuimelaar. De inlaatklep werd door een eenvoudige klepstoter aangestuurd. De gietijzeren cilinder had koelribben in de lengte, in verband met de horizontale plaatsing. De zuiger had vier zuigerveren, aangevuld met nog eens twee olieschraapveren. Daardoor kon het olieverbruik binnen de perken blijven. Door de draairichting van de motor (achterstevoren) gooide de krukas de olie via spatsmering omhoog tegen de bovenkant van de cilinder in plaats van rechtstreeks terug in de oliepan. De zwaartekracht zorgde voor de smering van de rest van de cilinderwand. De machine had een olieterugvoerpomp, die rechts op het carter zat en de olie uit het carter terug voerde naar de olietank, die vlak onder de brandstoftank in de rijwind zat. Daardoor was nu een automatisch dry-sumpsysteem ontstaan. De brandstofvoorziening gebeurde door een Amac semiautomatische schuifcarburateur en op het stuur zaten manettes voor het gas en de choke.

### Aandrijflijn
De aandrijflijn week niet af van die van de Normale en de C2V racer. Ze bestond dus uit een primaire aandrijving met tandwielen, een meervoudige natte platenkoppeling, een drieversnellingsbak en een ketting naar het achterwiel.

### Rijwielgedeelte
Het frame was uit één stuk gelast en het stuk plaatstaal tussen het onderframe en het zadel van de Normale was vervangen door een buis. Het achterwiel was gemonteerd met een steekas die vanaf rechts kon worden uitgenomen. Een voorrem was er nog steeds niet, maar de achterrem was nu een duplexrem met twee remnokken, waarvan er één door het rempedaal werd aangestuurd en de andere met de handremhendel. Op verzoek werden sommige latere modellen wél met een trommelrem in het voorwiel geleverd, maar dat gebeurde ook altijd als de machine als zijspancombinatie werd gekocht. De voorvering bestond uit een Girdervork met een centrale schroefveer zonder demping. Achtervering zou pas verschijnen op de Moto Guzzi GT van 1928, maar werd op de "Sport" modellen nooit toegepast.

## Sport 14
In 1929 verscheen de Sport 14 als opvolger van de Sport. Dit gebeurde echter niet ineens; de Sport evolueerde tegen het einde van de jaren twintig tot zijn nieuwe verschijningsvorm. Daardoor is het vaak moeilijk vast te stellen of een Moto Guzzi uit die periode een "Sport" of een "Sport 14" is. Het beste is waarschijnlijk als "Sport 14" die machines te kiezen die alle nieuwe kenmerken hebben: grotere koelribben op de cilinder en de cilinderkop, een trommelrem in het voorwiel, iets forsere spatborden en de nieuwe, ruitvormige voorvork met drie veren én frictiedempers. De gecombineerde ontstekingsmagneet/dynamo was in 1930 vervangen door twee losse eenheden, waarbij de dynamo van het merk "Miller" was. Toen was er al sprake van de "tweede serie". De eerste serie werd soms nog in groen geleverd. De Sport 14 kostte in 1930 6.250 lire, een zeer concurrerende prijs, zelfs in vergelijking met kwalitatief mindere merken. Er werden dan ook 4.285 Sport 14's geproduceerd, waarmee Moto Guzzi zo ongeveer marktleider in Italië was.

### Motor
De motor was steviger gebouwd en had grotere koelribben gekregen, maar verder waren er, met uitzondering van de carburateur en het verbeterde smeersysteem van de tuimelaaras.

### Aandrijflijn
Hoewel de drieversnellingsbak al wat begon te verouderen, gebruikte Moto Guzzi die nog steeds, zelfs bij de racemotoren. De Sport 14 had dan ook dezelfde aandrijflijn als alle voorgaande modellen.

### Rijwielgedeelte
Alle Sport 14 modellen kregen standaard een trommelrem in het voorwiel, en een nieuwe, ruitvormige voorvork die afkomstig was van de racemotoren 4V TT en 4V SS. Het frame was licht gewijzigd waardoor een andere balhoofdhoek en een grotere bodemvrijheid ontstond. De voetsteunen stonden iets verder naar achteren voor een meer sportieve zithouding. In 1930 werden kleine wijzigingen aangebracht, zoals een verbeterde trommelrem in het voorwiel. Daardoor kon modder niet meer zo makkelijk binnendringen.

## Sport 15
Toen de Sport 15 in 1931 verscheen waren er belangrijke vernieuwingen doorgevoerd. Een van de belangrijkste was de toepassing van de zadeltank, die al eerder op de Moto Guzzi 2VT was toegepast, en waardoor het uiterlijk veel moderner werd. Het gereedschapskistje was nu verzonken in de tank en de trapeziumvormige olietank werd vervangen door een driehoekig exemplaar. Vanaf 1933 werden de tank en de velgen ook deels verchroomd. De Sport 15 werd enorm populair. Er werden er 5.979 van verkocht.

### Motor
Hoewel de motor uiterlijk niet was veranderd, was de ronde drijfstang vervangen door een I-profiel en het big-end kreeg nu een kogellager, waardoor de smering veel beter werd. Ook dit was een ontwikkeling die van de Quattro Valvole racers kwam.

## Technische gegevens
| Moto Guzzi             | Sport                                            | Sport 14                                         | Sport 15                                         |
| ---------------------- | ------------------------------------------------ | ------------------------------------------------ | ------------------------------------------------ |
| Periode                | 1923-1928                                        | 1929-1930                                        | 1931-1939                                        |
| Productieaantal        | 4.107                                            | 4.285                                            | 5.979                                            |
| Categorie              | toermodel                                        | sportmotor                                       | sportmotor                                       |
| Motortype              | Kop/zijklep                                      | Kop/zijklep                                      | Kop/zijklep                                      |
| Bouwwijze              | dwarsgeplaatste liggende eencilinder             | dwarsgeplaatste liggende eencilinder             | dwarsgeplaatste liggende eencilinder             |
| Cilinder               | Gietijzer                                        | Gietijzer                                        | Gietijzer                                        |
| Cilinderkop            | Gietijzer                                        | Gietijzer                                        | Gietijzer                                        |
| Klepopstelling         | inlaat 1 zijklep, uitlaat 1 kopklep              | inlaat 1 zijklep, uitlaat 1 kopklep              | inlaat 1 zijklep, uitlaat 1 kopklep              |
| Klepbediening          | inlaat klepstoter, uitlaat stoterstang/tuimelaar | inlaat klepstoter, uitlaat stoterstang/tuimelaar | inlaat klepstoter, uitlaat stoterstang/tuimelaar |
| Carburateur            | Amac 15 PSY 25 mm                                | Amac                                             | Amac Type 6/142                                  |
| Ontsteking             | Bosch ZE 1 magneetontsteking,                    | Bosch                                            | Bosch                                            |
| boring                 | 88 mm                                            | 88 mm                                            | 88 mm                                            |
| slag                   | 82 mm                                            | 82 mm                                            | 82 mm                                            |
| Cilinderinhoud         | 498,4 cc                                         | 498,4 cc                                         | 498,4 cc                                         |
| Smeersysteem           | Dry-sump                                         | Dry-sump                                         | Dry-sump                                         |
| Compressieverhouding   | 4,5:1                                            | 4,5:1                                            | 4,5:1                                            |
| Max. Vermogen          | 13 pk bij 3.800 tpm                              | 13,2 pk bij 3.800 tpm                            | 13,2 pk bij 3.800 tpm                            |
| Topsnelheid            | 100 km/h                                         | 100 km/h                                         | 100 km/h                                         |
| Primaire aandrijving   | tandwielen                                       | tandwielen                                       | tandwielen                                       |
| Koppeling              | meervoudige natte platenkoppeling                | meervoudige natte platenkoppeling                | meervoudige natte platenkoppeling                |
| Versnellingen          | 3 handgeschakeld                                 | 3 handgeschakeld                                 | 3 handgeschakeld                                 |
| Secundaire aandrijving | ketting                                          | ketting                                          | ketting                                          |
| frame                  | Dubbel wiegframe                                 | Dubbel wiegframe                                 | Dubbel wiegframe                                 |
| Wielbasis              | 1430 mm                                          | 1430 mm                                          | 1430 mm                                          |
| Vering vóór            | Girder                                           | Ruitvorm met frictiedempers                      | Ruitvorm met frictiedempers                      |
| Vering achter          | Star                                             | Star                                             | Star                                             |
| Wielen                 | 26 x 2¼ inch                                     | 26 x 2½ inch                                     | 19 x 2½ inch                                     |
| Banden                 | 26" x 3.00                                       | 26" x 3.50                                       | 19" x 3.50                                       |
| Rem(men)               | trommelrem achter, soms ook trommelrem vóór      | Trommelremmen vóór en achter                     | Trommelremmen vóór en achter                     |
| Gewicht                | 130 kg                                           | 130 kg                                           | 150 kg                                           |
| Tankinhoud             | 10 liter                                         | 11 liter                                         | 11 liter                                         |
| Voorganger             | Normale                                          | Sport                                            | Sport 14                                         |
| Opvolger               | Sport 14                                         | Sport 15                                         | S                                                |